# Moorestown (New Jersey)
Pour les articles homonymes, voir Moorestown.
Moorestown est une localité du Comté de Burlington dans l'état du New Jersey aux États-Unis.
Sa population était de 20 726 habitants en 2010.
Le Combat Systems Engineering Development Site, anciennement USS Rancocas (en), est situé dans cette localité.

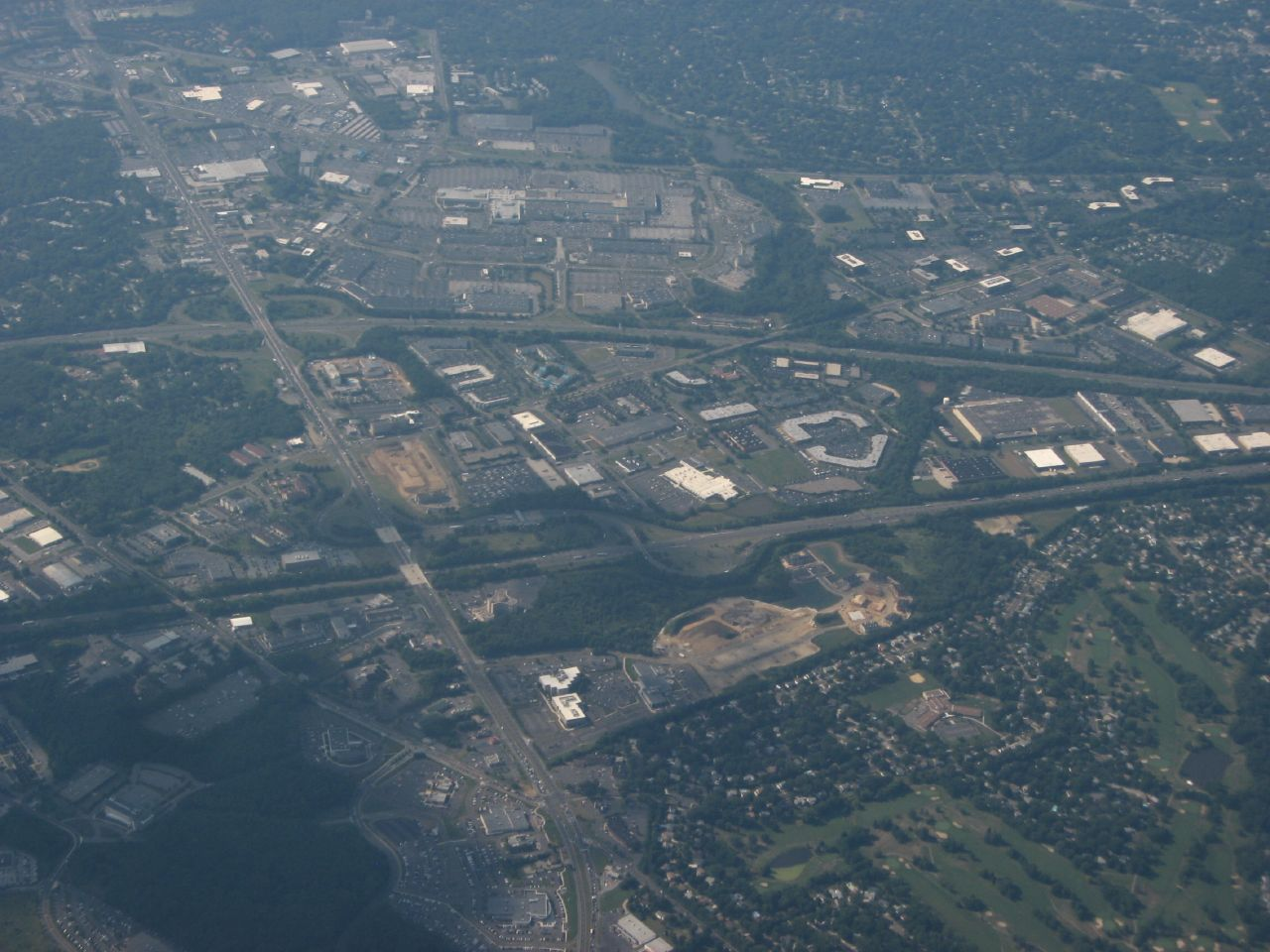
Vue aérienne partielle de Moorestown